# Millésime (numismatique)
Pour les articles homonymes, voir Millésime.

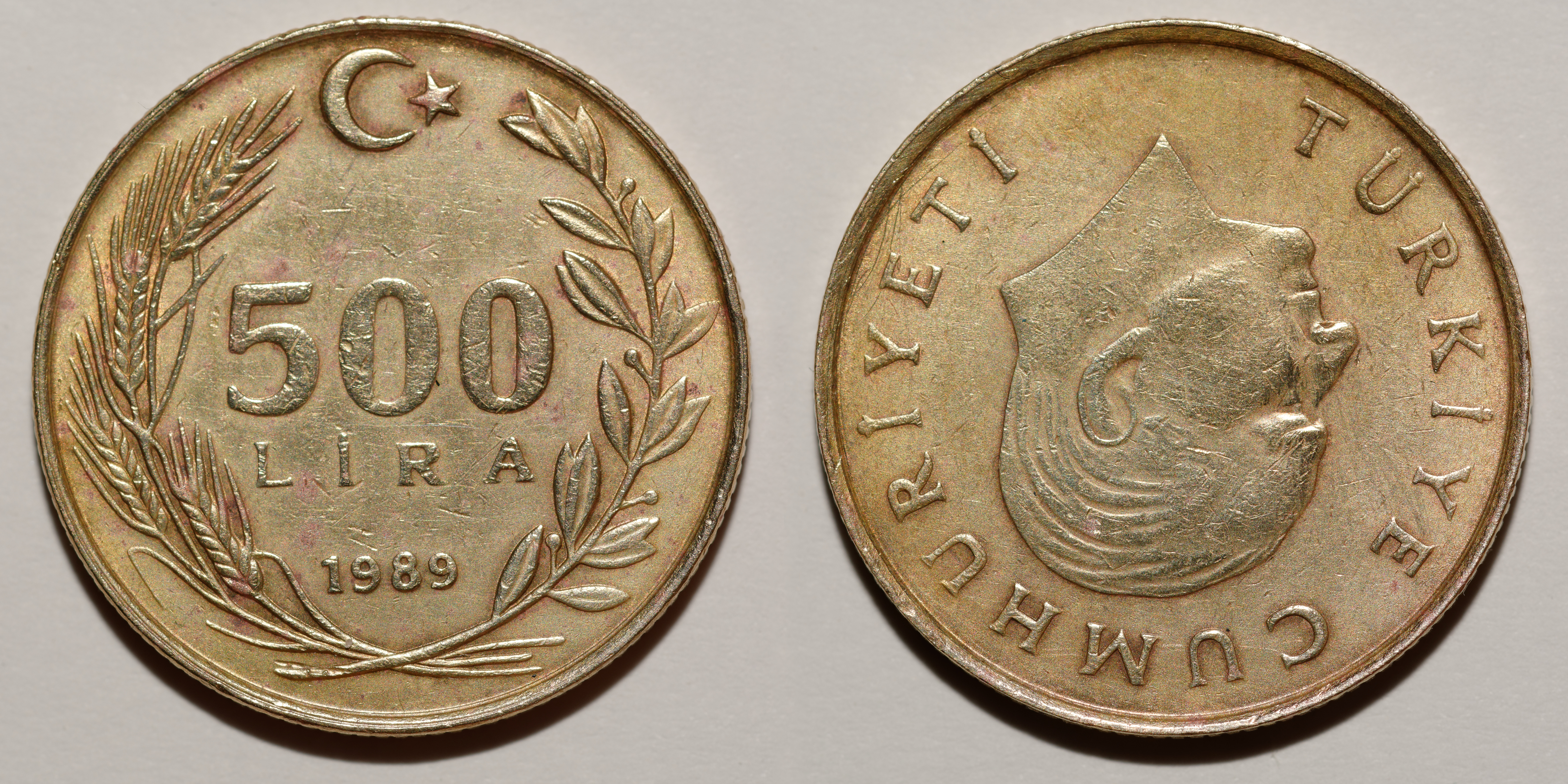
Pièce de 500 livres turques à l'effigie de Mustafa Kemal Atatürk, de millésime 1989.

Le millésime est l’année figurant sur une pièce de monnaie. Selon les pays, elle correspond soit à l’année de frappe, soit à l’année d’émission de la pièce.